# Mandagout
Mandagout is een gemeente in het Franse departement Gard (regio Occitanie) en telt 331 inwoners (1999). De plaats maakt deel uit van het arrondissement Le Vigan.

## Geografie
De oppervlakte van Mandagout bedraagt 15,3 km², de bevolkingsdichtheid is 21,6 inwoners per km².

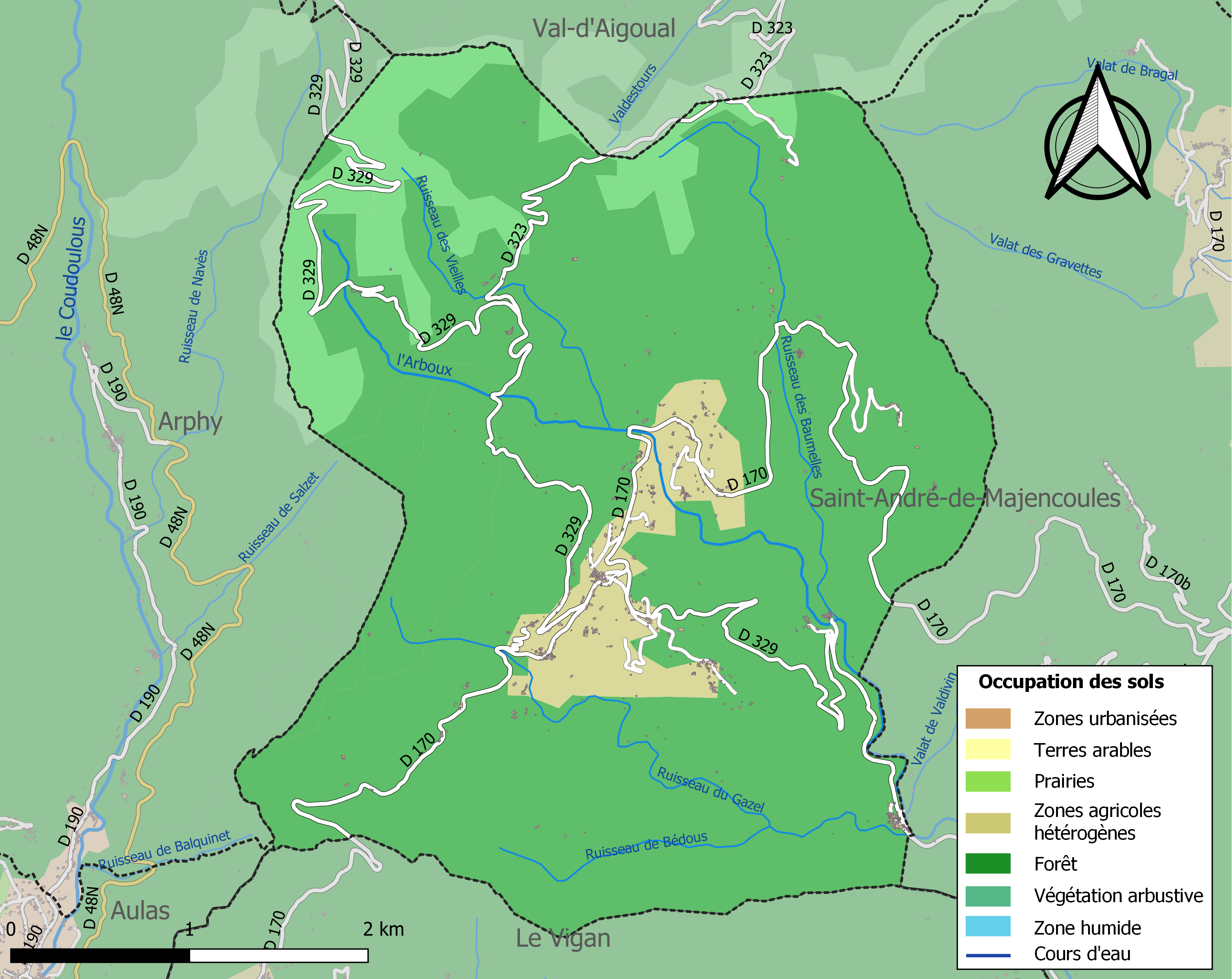
Kaart van de gemeente met de belangrijkste infrastructuur, bodemgebruik en omliggende gemeenten

## Demografie
Onderstaande figuur toont het verloop van het inwonertal (bron: INSEE-tellingen).